# (2688) Halley
(2688) Halley ist ein Asteroid des Hauptgürtels. Er wurde am 25. April 1982 vom US-amerikanischen Astronomen Edward L. G. Bowell an der Anderson Mesa Station (IAU-Code 688) des Lowell-Observatoriums im Coconino County entdeckt.
Der Asteroid wurde 1982 anlässlich der Wiederkehr des nach ihm benannten Kometen nach dem englischen Astronomen Edmond Halley (1656–1742) benannt.